# 더글러스 A-1 스카이레이더
더글러스 A-1 스카이레이더는 1940년대 후반과 1980년대 초반 사이에서 운용된 미국의 단좌식 공격기이다.

## 역사
미국 항공모함에 탑재되는 그러먼 A-6 인트루더는 전천후 쌍발 제트엔진 공격기다. 피스턴 엔진의 더글러스 A-1 스카이레이더를 대체하여 1967년부터 1997년까지 항공모함에서 운용했다. A-6E에 이르러서 록히드 마틴 2세대 랜턴 타게팅 포드를 장착한 F-14에게 공격임무를 넘겨주게 되어 퇴역했다.

### 한국 전쟁

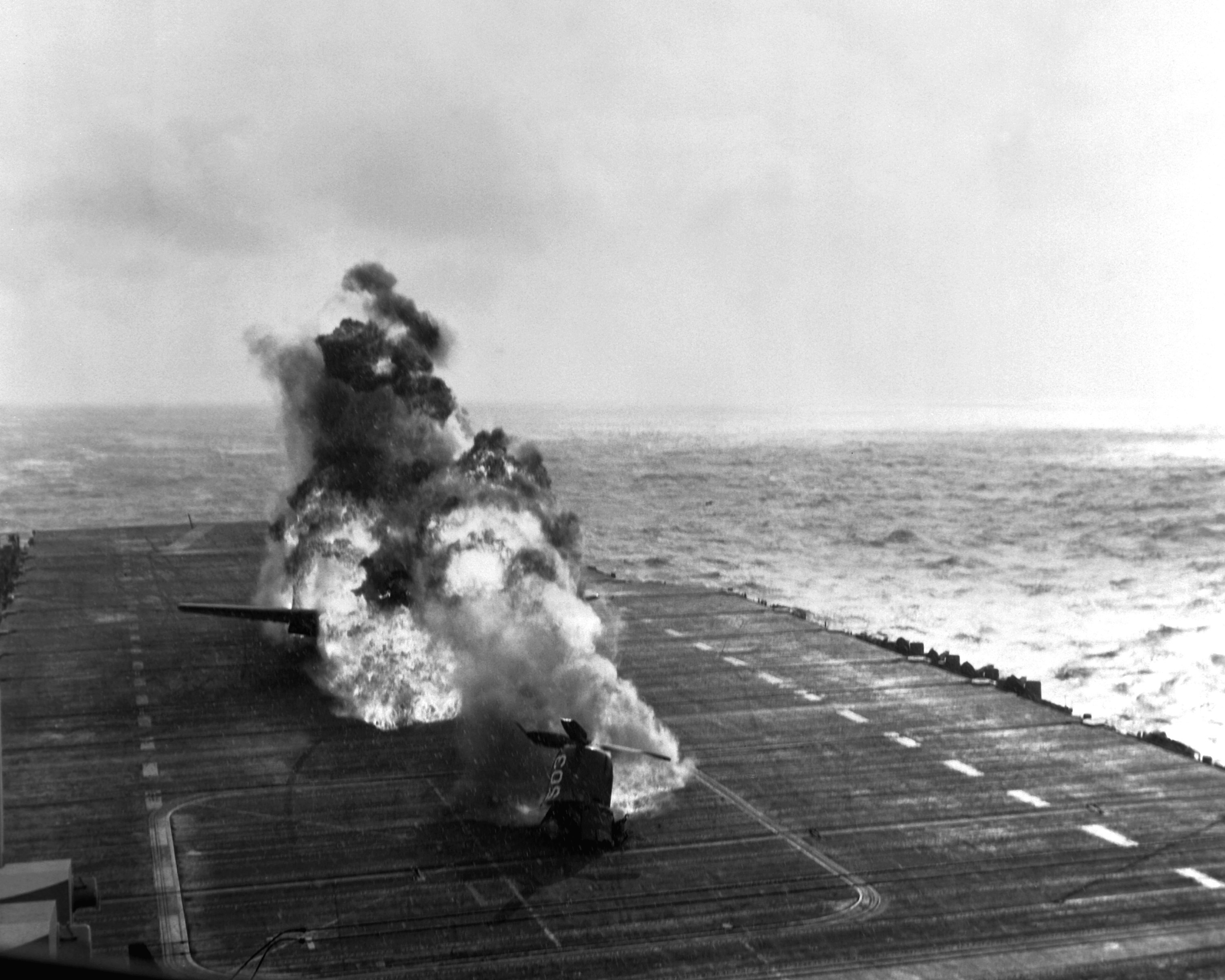
1950년 한국전쟁에서 항공모함 USS 필리핀시 (CV-47)에 추락한 스카이레이더

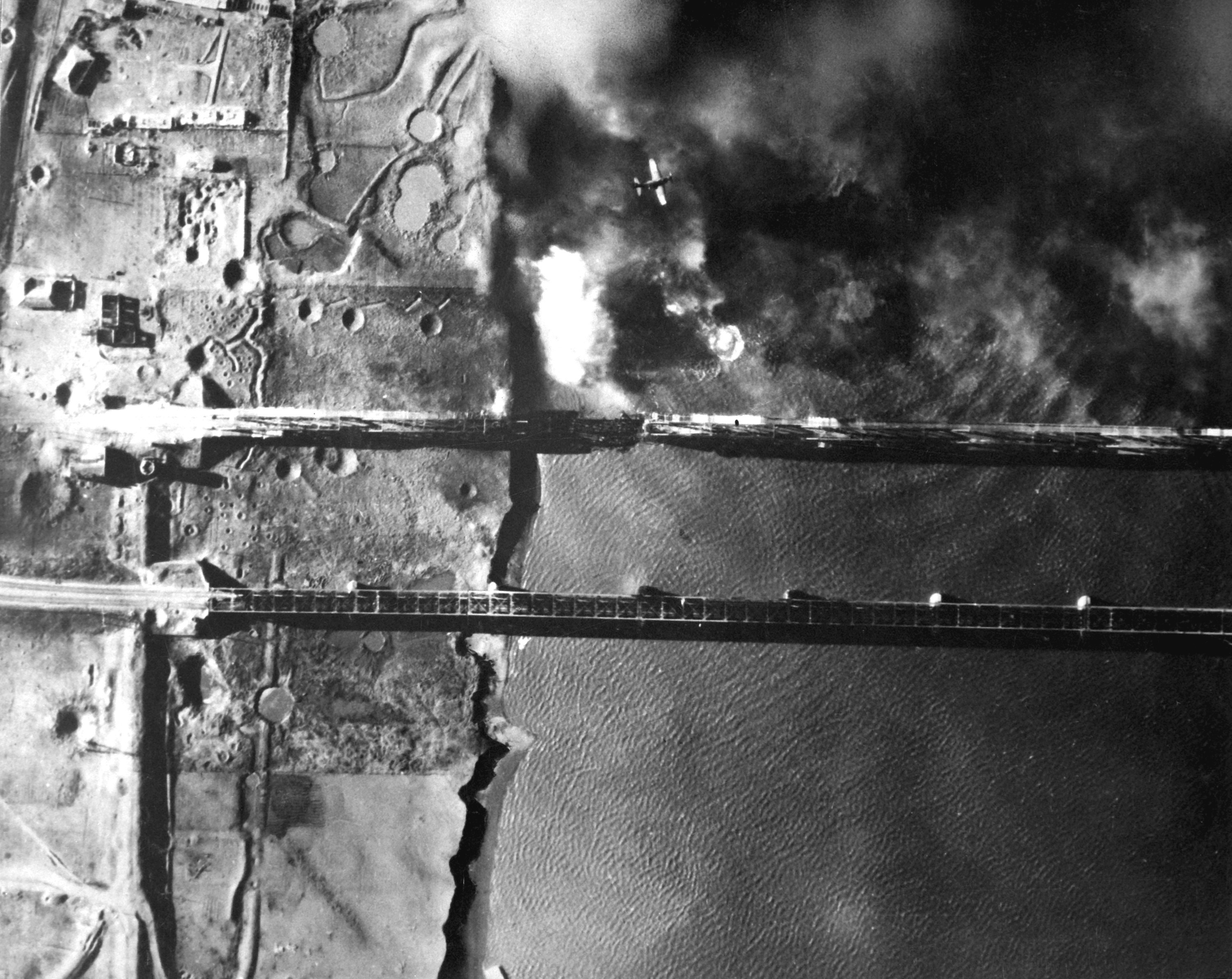
1950년 11월 신의주 압록강 대교에 2000 파운드 폭탄으로 공습중인 스카이레이더

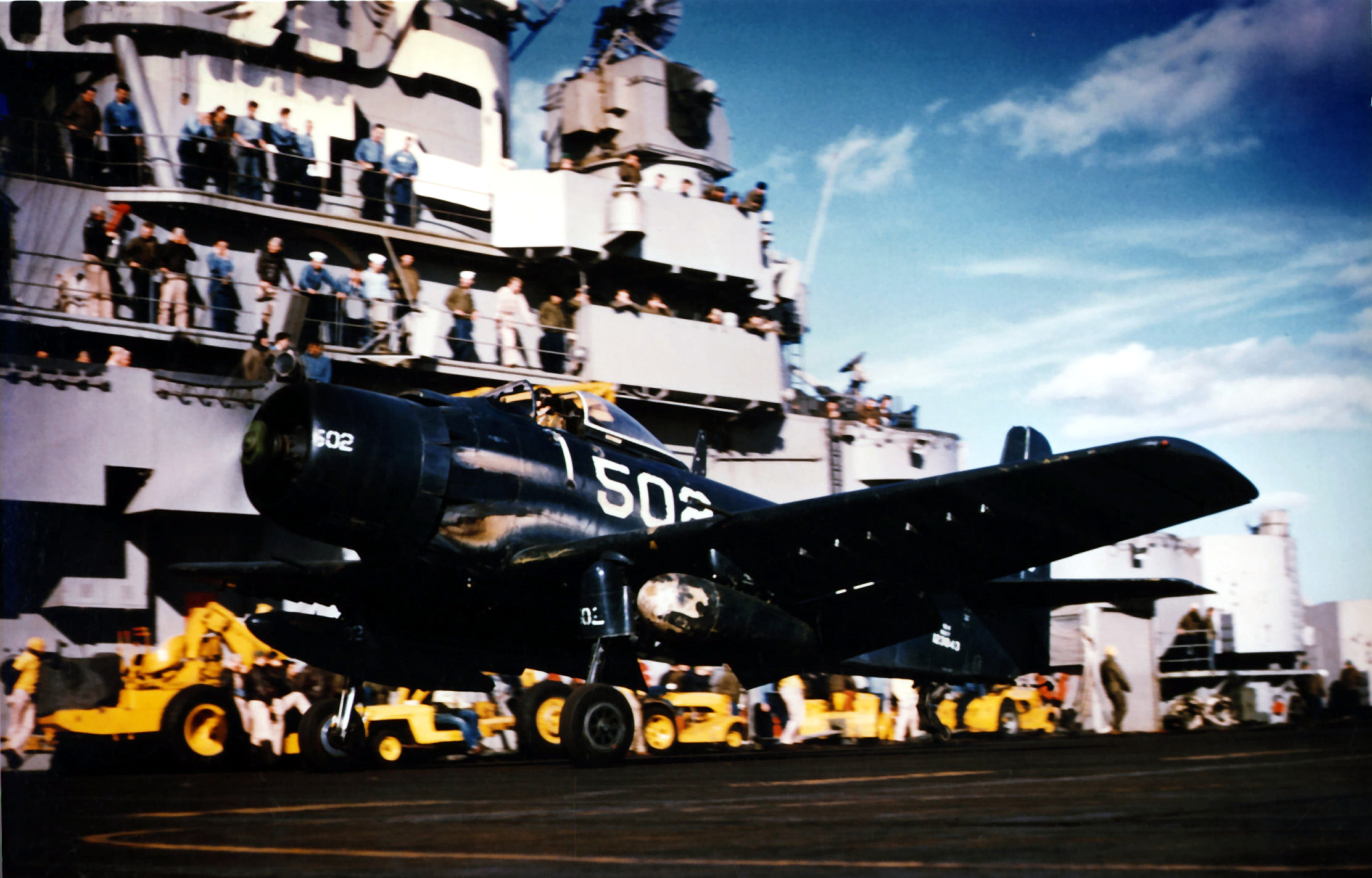
1950년 항공모함 USS 밸리 포지 (CV-45)에서 이륙중인 스카이레이더

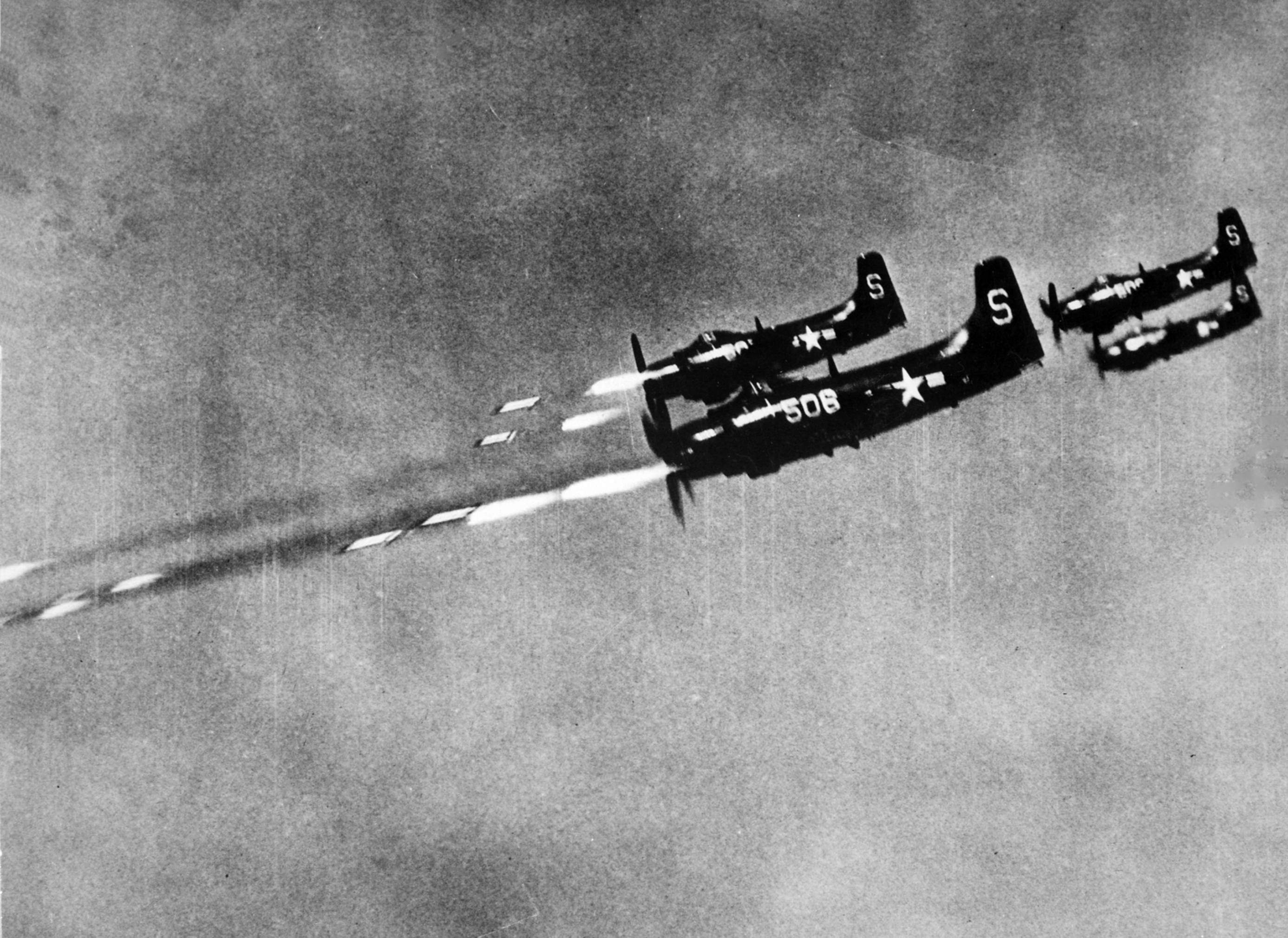
1950년 10월 북한군에 5인치 로켓포를 발사중인 스카이레이더

스카이레이더는 제2차 세계 대전에 참전하기에는 너무 늦게 개발됐지만, 한국 전쟁(1950~1953)에서 미 해군 항공모함과 미 해병대의 항공공격 작전에서 중추적인 역할을 했다. 1950년 7월 3일 VA-55 전투 비행대가 항공모함 USS 밸리 포지 (CV-45)에서 출격해서 처음으로 작전에 참여했다.

## 제원
일반 특성
- 승무원: 1명
- 길이: 38 ft 10 in (11.84 m)
- 날개폭: 50 ft 0¼ in (15.25 m)
- 높이: 15 ft 8¼ in (4.78 m)
- 날개면적: 400.3 ft² (37.19 m²)
- 공허중량: 11,968 lb (5,429 kg)
- 만재중량: 18,106 lb (8,213 kg)
- 최대이륙중량: 25,000 lb (11,340 kg)
- 엔진: 1 × Wright R-3350-26WA radial engine, 2,700 hp (2,000 kW)

성능
- 최대속도: 322 mph (280 kn, 518 km/h) at 18,000 ft (5,500 m)
- 순항속도: 198 mph (172 kn, 319 km/h)
- 항속거리: 1,316 mi (1,144 nmi, 2,115 km)
- 최대고도: 28,500 ft (8,685 m)
- 상승률: 2,850 ft/min (14.5 m/s)

## 같이 보기
- 아이치 B7A